# Gaylussacia harleyi
Gaylussacia harleyi är en ljungväxtart som beskrevs av L.S. Kinoshita. Gaylussacia harleyi ingår i släktet Gaylussacia och familjen ljungväxter. Inga underarter finns listade i Catalogue of Life.